# Aleksiej Griszyn (zapaśnik)
Aleksiej Andriejewicz Griszyn (ros. Алексей Андреевич Гришин; ur. 8 marca 1992) – rosyjski zapaśnik walczący w stylu klasycznym. Brązowy medalista uniwersyteckich mistrzostw świata z 2016. Trzeci na mistrzostwach Rosji w 2019 roku.